# دالتپارین سدیم
دالتپارین سدیم (به انگلیسی: Dalteparin sodium) یک هپارین با وزن مولکولی کم است.  که با نام تجاری Fragmin به بازار عرضه می‌شود. مانند سایر هپارین‌های با وزن مولکولی پایین، دالتپارین برای پیشگیری یا درمان ترومبوز ورید عمقی و آمبولی ریه برای کاهش خطر سکته مغزی یا حمله قلبی استفاده می‌شود. دالتپارین با تقویت فعالیت آنتی ترومبین III عمل می‌کند و از تشکیل هر دو عامل Xa و ترومبین جلوگیری می‌کند. معمولاً به صورت خود تزریقی تجویز می‌شود.
دالتپارین در پیشگیری از لخته شدن خون نسبت به هپارین شکسته نشده برتری ندارد.
هپارین‌ها توسط کلیه‌ها پاک می‌شوند، اما مطالعات نشان داده‌اند که دالتپارین حتی اگر عملکرد کلیه کاهش یابد، تجمع نمی‌یابد. بر اساس مطالعات حیوانی، تقریباً ۷۰ درصد دالتپارین از طریق کلیه‌ها دفع می‌شود.